# Zack Snyder
Zachary Edward "Zack" Snyder (Green Bay, 1 de março de 1966) é um diretor, roteirista produtor de cinema americano.
Fez sua estreia no cinema em 2004, com o filme de terror Dawn of the Dead, que lhe rendeu um bom retorno de bilheteria e elogios da crítica. Ele passou a ser conhecido por seus filmes baseados em quadrinhos e filmes de super-heróis, como 300 (2007) e Watchmen (2009), assim como os filmes do Universo Estendido DC, Man of Steel (2013), Batman v Superman: Dawn of Justice (2016) e Liga da Justiça (2021). Snyder é o co-fundador da Cruel and Unusual Films, uma produtora que ele fundou em 2004, juntamente com sua esposa Deborah Snyder e parceiro de produção Wesley Coller, em 2013 ele criou o Universo Estendido DC dando início ao novo Universo compartilhado da Warner Bros. baseado nos personagens da DC Comics, ele foi o principal diretor criativo do projeto até sua saída em 2017 no meio da produção de Liga da Justiça, após o suicídio de sua filha, ele ainda é produtor de alguns filmes deste universo, mas está totalmente desligado da Warner Bros. E agora desenvolve seu próprio universo de Zumbis para a Netflix, começando com Army of the Dead (2021) e Army of Thieves (2021), após receber um não da Lucasfilm para um projeto de Star Wars que seria inspirado nos Os Sete Samurais de Akira Kurosawa, ele fará sua própria versão desse projeto para a Netflix o projeto terá o nome de Rebel Moon.

## Infância e adolescência
Snyder nasceu em Green Bay, Wisconsin e foi criado em Riverside, Connecticut. Sua mãe, Marsha Manley, era uma pintora e professora de fotografia na Escola Daycroft, que Snyder estudou mais tarde. Seu pai, Charles Edward "Ed" Snyder, era um recrutador de executivos. Ele foi criado como um Cientista Cristão. Quando criança, Snyder frequentou o Acampamento Owatonna em Harrison, Maine, durante os meses de verão. A mãe de Snyder o inspirou a estudar pinturas um ano após o ensino médio em Heatherley School of Fine Art, na Inglaterra, embora ele já havia começado cinema. Depois, Snyder estudou no Art Center College of Design em Pasadena, Califórnia.

## Carreira
Snyder começou sua carreira como diretor e diretor de fotografia para comerciais de TV, principalmente de automóveis, como Audi, BMW, Subaru e Nissan, além de outras empresas, como Nike, Reebok e Gatorade. Ele também dirigiu alguns videoclipes, incluindo dois da banda de rock alternativo Soul Asylum e um do cantor Morrissey.

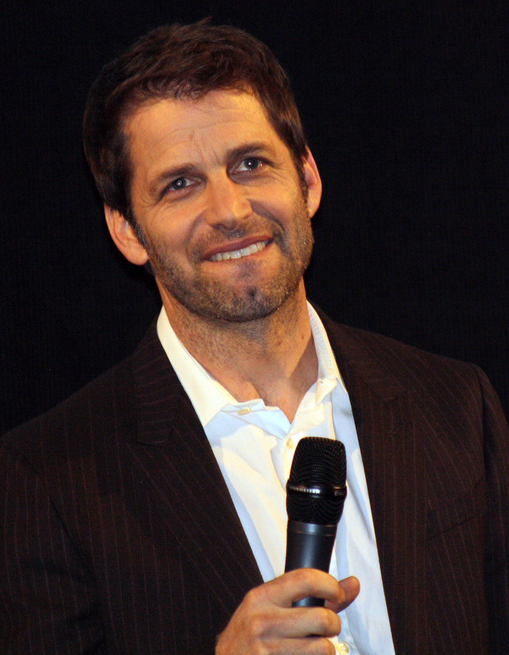
Snyder em 2011.

Sua estreia no cinema foi com Dawn of the Dead (2004), um remake do filme homônimo de 1978 de George A. Romero, e chegou ao grande sucesso de bilheteria com 300 (2007), uma adaptação da história em quadrinhos homônima de Frank Miller. Após 300, a Warner Bros. o contratou para dirigir uma outra adaptação de quadrinhos, Watchmen (2009), baseada na série limitada homônima de Alan Moore e Dave Gibbons. O filme seguinte de Snyder foi Legend of the Guardians: The Owls of Ga'Hoole (2010), uma animação computadorizada baseada na série livros infantis de fantasia, A Lenda dos Guardiões, de Kathryn Lasky. Snyder produziu, co-escreveu e dirigiu Sucker Punch (2011), seu primeiro filme baseado em um conceito original, que ele descreveu como uma espécie de "Alice no País das Maravilhas com metralhadoras".
Snyder dirigiu Man of Steel (2013), um reboot da série cinematográfica do Superman e o primeiro produto do universo ficcional compartilhado de personagens da DC Comics, que passou a ser conhecido como Universo Estendido DC. Ele co-escreveu e produziu 300: Rise of an Empire (2014), uma sequência de 300, que foi dirigido por Noam Murro.
Durante a Comic Con 2013, Snyder anunciou que Batman e Superman compartilhariam a tela grande pela primeira vez em Batman v Superman: Dawn of Justice (2016). Em abril de 2014, Snyder foi anunciado pela Warner Bros. para dirigir Liga da Justiça (2017) após terminar Batman v Superman: Dawn of Justice.
Em março de 2016, Snyder estava trabalhando em The Last Photograph, um drama sobre um fotógrafo de guerra no Afeganistão. Ele também está trabalhando em uma adaptação do romance The Fountainhead, de 1943, por Ayn Rand.

## Filmografia

### Filmes
| Ano  | Filme                                         | Diretor                     | Produtor  | Escritor |
| ---- | --------------------------------------------- | --------------------------- | --------- | -------- |
| 2004 | Dawn of the Dead                              | Sim                         | Não       | Não      |
| 2007 | 300                                           | Sim                         | Não       | Sim      |
| 2009 | Watchmen                                      | Sim                         | Não       | Não      |
| 2010 | Legend of the Guardians: The Owls of Ga'Hoole | Sim                         | Não       | Não      |
| 2011 | Sucker Punch                                  | Sim                         | Sim       | Sim      |
| 2013 | Man of Steel                                  | Sim                         | Não       | Não      |
| 2014 | 300: Rise of an Empire                        | Não                         | Sim       | Sim      |
| 2016 | Batman V Superman: Dawn of Justice            | Sim                         | Não       | Não      |
| 2016 | Esquadrão Suicida                             | Cameo do Flash apenas       | Executivo | Não      |
| 2017 | Mulher Maravilha                              | Não                         | Sim       | História |
| 2017 | Snow Steam Iron (curta-metragem)              | Sim                         | Sim       | Sim      |
| 2017 | Liga da Justiça                               | Substituido por Joss Whedon | Não       | História |
| 2018 | Aquaman                                       | Não                         | Executivo | Não      |
| 2020 | Mulher-Maravilha 1984                         | Não                         | Sim       | Não      |
| 2021 | Zack Snyder's Justice League                  | Sim                         | Não       | História |
| 2021 | Army of the Dead                              | Sim                         | Executivo | História |
| 2021 | Army of Thieves                               | Não                         | Não       | Sim      |
| 2021 | O Esquadrão Suicida                           | Não                         | Executivo | Não      |
| 2022 | The Flash                                     | Não                         | Executivo | Não      |
| 2022 | Aquaman and the Lost Kindgom                  | Não                         | Executivo | Não      |
| 2023 | Rebel Moon: Part One - A Child of Fire        | Sim                         | Sim       | Sim      |
| TBA  | Rebel Moon: Part Two - The Scargiver          | Sim                         | Sim       | Sim      |
| TBA  | Planet of the Dead                            | Sim                         | Executivo | História |

### Videoclipes
| Ano  | Música              | Por                 |
| ---- | ------------------- | ------------------- |
| 1992 | "You're So Close"   | Peter Murphy        |
| 1992 | "Tomorrow"          | Morrissey           |
| 1992 | "Somebody to Shove" | Soul Asylum         |
| 1993 | "Black Gold"        | Soul Asylum         |
| 1993 | "In the Middle"     | Alexander O'Neal    |
| 1994 | "I Know"            | Dionne Farris       |
| 2009 | "Desolation Row"    | My Chemical Romance |

### Televisão
| Ano | Título                       | Diretor | Produtor  | Escritor |
| --- | ---------------------------- | ------- | --------- | -------- |
| TBA | Army of the Dead: Lost Vegas | Sim     | Executivo | Não      |
| TBA | Twilight of the Gods         | Sim     | Executivo | Sim      |

## Colaboradores Recorrentes

### Atores e Atrizes
| Atores              | Dawn of the Dead (2004) | 300 (2007) | Watchmen (2009) | Legend of the Guardians: The Owls of Ga'Hoole (2010) | Sucker Punch (2011) | Man of Steel (2013) | Batman v Superman: Dawn of Justice (2016) | Liga da Justiça (2017) | Zack Snyder's Justice League(2021) | Rebel Moon: Part One - A Child of Fire(2023) |
| ------------------- | ----------------------- | ---------- | --------------- | ---------------------------------------------------- | ------------------- | ------------------- | ----------------------------------------- | ---------------------- | ---------------------------------- | -------------------------------------------- |
| Richard Cetrone     | Sim                     | Sim        | Sim             |                                                      | Sim                 | Sim                 | Sim                                       |                        |                                    | Sim                                          |
| Matt Frewer         | Sim                     |            | Sim             |                                                      |                     |                     |                                           |                        |                                    |                                              |
| Michael Kelly       | Sim                     |            |                 |                                                      |                     | Sim                 |                                           |                        |                                    |                                              |
| Stephen McHattie    |                         | Sim        | Sim             |                                                      |                     |                     |                                           |                        |                                    |                                              |
| Patrick Sabongui    |                         | Sim        | Sim             |                                                      | Sim                 |                     |                                           |                        |                                    |                                              |
| Eli Snyder          |                         | Sim        | Sim             |                                                      | Sim                 |                     |                                           |                        |                                    | Sim                                          |
| David Wenham        |                         | Sim        |                 | Sim                                                  |                     |                     |                                           |                        |                                    |                                              |
| Michael Adamthwaite |                         |            | Sim             |                                                      | Sim                 |                     |                                           |                        |                                    |                                              |
| Malcolm Scott       |                         |            | Sim             |                                                      | Sim                 | Sim                 |                                           |                        |                                    |                                              |
| Carla Gugino        |                         |            | Sim             |                                                      | Sim                 | Sim                 | Sim                                       |                        | Sim                                |                                              |
| Alessandro Juliani  |                         |            | Sim             |                                                      |                     | Sim                 |                                           |                        |                                    |                                              |
| Jeffrey Dean Morgan |                         |            | Sim             |                                                      |                     |                     | Sim                                       |                        |                                    |                                              |
| Patrick Wilson      |                         |            | Sim             |                                                      |                     |                     |                                           | Sim                    |                                    |                                              |
| Billy Crudup        |                         |            | Sim             |                                                      |                     |                     | Sim                                       |                        |                                    |                                              |
| Abbie Cornish       |                         |            |                 | Sim                                                  | Sim                 |                     |                                           |                        |                                    |                                              |
| Jena Malone         |                         |            |                 |                                                      | Sim                 |                     | Sim                                       |                        |                                    | Sim                                          |
| Henry Cavill        |                         |            |                 |                                                      |                     | Sim                 | Sim                                       | Sim                    | Sim                                |                                              |
| Amy Adams           |                         |            |                 |                                                      |                     | Sim                 | Sim                                       | Sim                    | Sim                                |                                              |
| Kevin Costner       |                         |            |                 |                                                      |                     | Sim                 | Sim                                       |                        |                                    |                                              |
| Diane Lane          |                         |            |                 |                                                      |                     | Sim                 | Sim                                       | Sim                    | Sim                                |                                              |
| Rebecca Buller      |                         |            |                 |                                                      |                     | Sim                 | Sim                                       |                        |                                    |                                              |
| Laurence Fishburne  |                         |            |                 |                                                      |                     | Sim                 | Sim                                       |                        |                                    |                                              |
| Harry Lennix        |                         |            |                 |                                                      |                     | Sim                 | Sim                                       |                        | Sim                                |                                              |
| Christina Wren      |                         |            |                 |                                                      |                     | Sim                 | Sim                                       |                        |                                    |                                              |
| Ben Affleck         |                         |            |                 |                                                      |                     |                     | Sim                                       | Sim                    | Sim                                |                                              |
| Jesse Eisenberg     |                         |            |                 |                                                      |                     |                     | Sim                                       | Sim                    | Sim                                |                                              |
| Gal Gadot           |                         |            |                 |                                                      |                     |                     | Sim                                       | Sim                    | Sim                                |                                              |
| Ezra Miller         |                         |            |                 |                                                      |                     |                     | Sim                                       | Sim                    | Sim                                |                                              |
| Jason Momoa         |                         |            |                 |                                                      |                     |                     | Sim                                       | Sim                    | Sim                                |                                              |
| Ray Fisher          |                         |            |                 |                                                      |                     |                     | Sim                                       | Sim                    | Sim                                | Sim                                          |

### Equipe técnica
- A esposa de Snyder, Deborah Snyder, produziu todos os seus filmes desde 300 (produtora executiva de 300 e Legend of the Guardians: The Owls of Ga'Hoole).
- Larry Fong e William Hoy foram diretor de fotografia e editor, respectivamente, nos filmes 300, Watchmen e Sucker Punch. Fong é também o diretor de fotografia de Batman v Superman: Dawn of Justice.
- John "D.J." Desjardin foi o supervisor de efeitos visuais em Watchmen, Sucker Punch, Man of Steel, Batman v Superman: Dawn of Justice e Liga da Justiça.
- David Brenner atuou como editor em Man of Steel, Batman v Superman: Dawn of Justice e Liga da Justiça.

## Premios e nomeações
Snyder ganhou dois Clio Awards e um Gold Lion Award por um comercial da Jeep que ele ele dirigiu. Ele também ganhou o Prêmio de Humor da Sociedade de Anunciantes Britânicos por seu polêmico comercial EB Beer "General's Party".
| Ano  | Prêmio                                   | Categoria | Filme                                         | Resultado |
| ---- | ---------------------------------------- | --- | --------------------------------------------- | --------- |
| 2004 | Festival de Cannes                       | Câmera de Ouro | Dawn of the Dead                              | Indicado  |
| 2007 | Golden Schmoes Award                     | Melhor Diretor do Ano | 300                                           | Indicado  |
| 2007 | Hollywood Film Award                     | Filme de Hollywood do Ano | 300                                           | Venceu    |
| 2008 | Prêmio Saturno                           | Melhor Diretor | 300                                           | Venceu    |
| 2008 | Prêmio Saturno                           | Melhor Roteiro Compartilhado com Michael B. Gordon & Kurt Johnstad                                                                                  | 300                                           | Indicado  |
| 2010 | Prêmio Saturno                           | Melhor Diretor | Watchmen                                      | Indicado  |
| 2010 | SFX Award                                | Melhor Diretor | Watchmen                                      | Indicado  |
| 2010 | St. Louis Film Critics Association Award | Melhor Longa-Metragem Animado | Legend of the Guardians: The Owls of Ga'Hoole | Indicado  |
| 2013 | Hollywood Film Award                     | Filme de Hollywood do Ano | Man of Steel                                  | Indicado  |
| 2014 | Jupiter Award                            | Melhor Filme Internacional | Man of Steel                                  | Indicado  |
| 2017 | Framboesa de Ouro                        | Pior Diretor | Batman v Superman: Dawn of Justice            | Indicado  |
| 2017 | Prêmio de Júpiter                        | Melhor Filme Internacional | Batman v Superman: Dawn of Justice            | Indicado  |
| 2017 | Prêmios do Dragão                        | Melhor filme de ficção científica ou fantasia Compartilhado com Patty Jenkins, Allan Heinberg e Jason Fuchs                                         | Mulher Maravilha                              | Venceu    |
| 2017 | Prêmios Satélite                         | Melhor roteiro adaptado Compartilhado com Allan Heinberg e Jason Fuchs                                                                              | Mulher Maravilha                              | Indicado  |
| 2018 | American Film Institute                  | Dez melhores filmes do ano Compartilhado com Charles Roven, Richard Suckle e Deborah Snyder                                                         | Mulher Maravilha                              | Venceu    |
| 2018 | Producers Guild of America Awards        | Melhor Filme Teatral Compartilhado com Charles Roven, Richard Suckle e Deborah Snyder                                                               | Mulher Maravilha                              | Indicado  |
| 2018 | Hugo Awards                              | Melhor apresentação dramática - forma longa Compartilhada com Patty Jenkins (diretor), Allan Heinberg (roteiro / história) e Jason Fuchs (história) | Mulher Maravilha                              | Venceu    |
| 2021 | Hollywood Critics Association            | Valiant Award | Ele mesmo                                     | Venceu    |
| 2021 | Prêmios do Dragão                        | Melhor filme de ficção científica ou fantasia | Liga da Justiça de Zack Snyder                | Indicado  |